# 中井伝
中井 伝（なかい つたえ、1887年（明治20年）12月15日 - 1950年（昭和25年）4月12日）は、大日本帝国陸軍軍人。最終階級は陸軍少将。

## 経歴
1887年（明治20年）に島根県で生まれた。陸軍士官学校第23期卒業。1934年（昭和9年）8月にハルビン憲兵隊長に就任し、1936年（昭和11年）3月に牡丹江憲兵隊長に転じ、1937年（昭和12年）8月2日まで在任した。同年12月1日に京都憲兵隊長に就任し、1938年（昭和13年）3月に陸軍憲兵大佐に進級した。
1940年（昭和15年）8月に奉天憲兵隊長に就任し、1941年（昭和16年）7月1日に朝鮮憲兵隊司令官に転じ、10月15日に陸軍少将に進級した。1943年（昭和18年）8月に朝鮮軍兵務部長に転じ、1945年（昭和20年）2月1日に朝鮮軍管区兵務部長を経て、3月31日に光州師管区兵務部長に就任した。
1947年（昭和22年）11月28日、公職追放仮指定を受けた。